# ITV 랭킹전
iTV 랭킹전은 2000년부터 2004년까지 인천방송(현 경인방송)에서 개최했던 스타크래프트 개인리그이다.
7차 대회까지 개최되었고, 2004년 12월 31일 경인방송 폐업과 함께 중단되었다.
2007년 12월 28일 경인방송 OBS 개국과 함께 송출시작 또는 주말 스포츠중계 2008년부터 2013년까지되었다.

## 역대 랭킹전 입상자
- 1차 대회 : 우승 봉준구, 준우승 최인규
- 2차 대회 : 우승 최인규, 준우승 김정민
- 3차 대회 : 우승 이윤열, 준우승 임요환
- 4차 대회 : 우승 이윤열, 준우승 변길섭
- 5차 대회 : 우승 홍진호, 준우승 성학승
- 6차 대회 : 우승 조용호, 준우승 김정민
- 7차 대회 : 우승 박성준, 준우승 최연성